# Malatinszky Ferenc

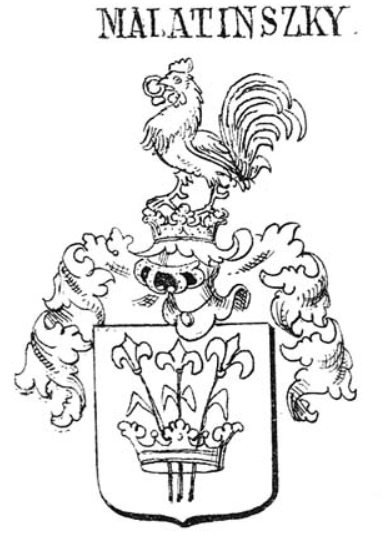
Az alsómalatinai Malatinszky család címere

Alsómalatinai Malatinszky Ferenc (Tapolca, 1863. szeptember 7. – Keszthely, 1951. február 7.) magyar földbirtokos, gazdasági főtanácsos, felsőházi tag, a magyar érdemrend középkereszt csillag tulajdonosa.

## Családja
Régi római katolikus Liptó vármegyei eredetű nemesi család sarja; apai dédapja átköltözött Zala vármegyébe a 19. század elején Heves vármegyéből. Apja alsómalatinai Malatinszky Lajos (1833–1890), budapesti királyi ítélőtáblai bíró, földbirtokos, anyja nemes Novák Natália asszony. Apai nagyszülei alsómalatini Malatinszky Ferenc (1798–1859), táblabíró, tapolcai főszolgabíró, földbirtokos és szentkatolnai Cseh Antónia (1807–1890) asszony voltak. Anyai nagyszülei nemes Novák Ferenc (1812–1887), Zala vármegye főispánja, királyi hétszemélynök, vármegyei bizottsági tag, földbirtokos, és besenyői és velikei Skublics Konstancia (1821-1901) asszony voltak. Három testvére volt: Malatinszky István (1864–1921), huszárezredes, Malatinszky Lajos (1871–?), zalaszentgróti főszolgabíró, majd Bihar vármegye főispánja, Malatinszky Kálmán (1866–1931), kúriai bíró, és Malatinszky Alice, aki lovag Arnold Rothkugel von Rollershausenhez (1858–1933), udvari tanácsoshoz ment feleségül.

## Élete
Kalksburg és Kalocsa jezsuita iskoláiba járt, a diplomáját a Magyaróvári Gazdasági Felsőbb Magántanintézetben szerezte meg. A diploma megszerzését követően visszatért a Tilaj és Zalacsány községeknél fekvő 1000 holdas birtokára gazdálkodni. Anyanyelvén kívül tudott németül és franciául; és megfordult Olaszországban, Németországban és Ausztriában.
1898. szeptember 25-ei megválasztása után hertelendi és vindornyalaki Hertelendy Ferenc a Zalavármegyei Gazdasági Egyesület elnöki tisztét 21 évig látta el egészen 1919-ben bekövetkezett haláláig; ekkor Malatinszky Ferenc alelnök vette át az elnöki teendőket. 1919. szeptember 11-én dr. Tarányi Ferencet választották meg egyesületi elnökké.
1901 elején Malatinszky Ferenc a Darnay Kálmán-féle múzeumnak ajándékozta a Novák család régi irattárát: az irattár érdekes okmányokat tartalmazott a 15–17. század első feléig. Legbecsesebb darabja Werbőczy ítélőmester a nagy törvénytudós által hozott ítélet, okirat, sok becses okmány, levél volt.
A Zalavár-megyei Takarékpénztár Rt. alapító és választmányi tagja, illetve a Keszthelyi Takarékpénztár elnöke volt. A Balatoni Szövetség zalai társelnöke, illetve tagja az Országos Forrás- és Fürdőbizottságnak. Továbbá tagja volt a Országos Szőlő- és Borgazdasági Tanácsnak, s alelnöke az Alsódunántúli Mezőgazdasági Kamarának.
Horthy Miklós 1922-ben gazdasági főtanácsossá nevezte ki. Zala vármegye 1926-ban választotta meg felsőházi taggá. 1943. március 1-jén Keszthelyen a képviselőtestületi díszközgyűlés keretében adták át Malatinszky Ferencnek az magyar érdemrend középkeresztet csillaggal, amelyet Magyarország Kormányzója adományozott ötven évet meghaladó közéleti működéséért.
A szocializmus alatt után kitelepítették, és szerény körülmények között hunyt el Keszthelyen 1951. február 7-én.

## Házassága és leszármazottjai
1890. november 18-án Sármelléken feleségül vette várbogyai és nagymadi Bogyay Jolán (Sármellék, 1871. április 7. – Zalacsány, 1955. április 14.) kisasszonyt, akinek a szülei várbogyai és nagymadi Bogyay Máté (1838-1916), a keszthelyi kerület országgyűlési képviselője, földbirtokos, vármegyei bizottsági tag és várbogyai és nagymadi Bogyay Irén (1836-1885) úrnő voltak. Bogyay Jolán anyai nagyapja, várbogyai és nagymadi Bogyay Lajos (1803–1875), császári és királyi kamarás, Zala vármegye megyefőnöke 1849 és 1860 között, a Ferenc József-rend és a Vaskoronarend vitéze, földbirtokos volt. Az esküvői tanúk besenyői és velikei Skublics Gyula és várbogyai és nagymadi Bogyay István földbirtokosok voltak. Malatinszky Ferenc és Bogyay Jolán frigyéből született:
- Malatinszky Ferenc Máté Lajos (Zalacsány, 1892. október 12. – Budapest, 1923. október 12.), sorhajóhadnagy.[20][21]
- Malatinszky Alice Jolán Olga (Zalacsány, 1893. szeptember 29. –†Kaposvár, 1982. szeptember 30.),[22] férje nádasi Tersztyánszky Géza (Zalaegerszeg, 1887. március 8. – Kaposvár, 1965. szeptember 19.).
- Malatinszky Istán Kálmán (Zalacsány, 1895. március 31. - ?)[23]